# National Plan of Integrated Airport Systems
Der National Plan of Integrated Airport Systems (NPIAS) ist die Bestandsliste der Infrastrukturen der Luftfahrt der USA. Mit dem „Airport and Airway Improvement Act“ bekam die Federal Aviation Administration den Auftrag, eine Liste aller Flugplätze zu erstellen und diese zweijährlich zu pflegen.
Demnach enthält die NPIAS einen Identifizierungscode aller Flugplätze in den USA, eine Bewertung des gegenwärtigen Zustands des jeweiligen Flugplatzes, sowie eine Schätzung der notwendigen Investitionen, um jeden Flugplatz auf die gegenwärtigen Standards zu bringen.